# Rey del albor, Madrugada
Rey del albor, Madrugada es una novela escrita por el hondureño Julio Escoto y publicada en 1993 bajo su propio sello editorial, Centro Editorial.
El libro contó con tres ediciones, siendo la última impresa en 2016.
Su secuela Downtown Paraíso fue lanzada en 2018.

## Argumento
A finales de la década de los 80, el profesor afroestadounidense Quentin Jones es contratado por el presidente de Honduras para redactar una obra sobre el país que haga a los jóvenes olvidar los valores dejados por los españoles tras la conquista en pro de los valores sajones. Pero mientras realiza su investigación en la embajada, Jones descubre accidentalmente un dossier secreto cifrado con el nombre de "Madrugada", traducción del nombre del último gobernante de Copán, Yax Pasah. Mientras intenta descifrarlo, la guerrilla hondureña conformada por un sacerdote llamado Miqui y un licenciado de apellido Casco se pone en contacto con él y le ofrecen su ayuda. Al descifrarlo, descubren en él información clasificada de la CIA en la que se revela que están infiltrados en la guerrilla, pero antes de que lograran comunicar el mensaje, son emboscados por los Contras en Nicaragua, pero luego son rescatados por agentes de inteligencia israelí, y Jones es enviado de regreso a Estados Unidos por parte del FBI.